# Géczi József (lakatos)

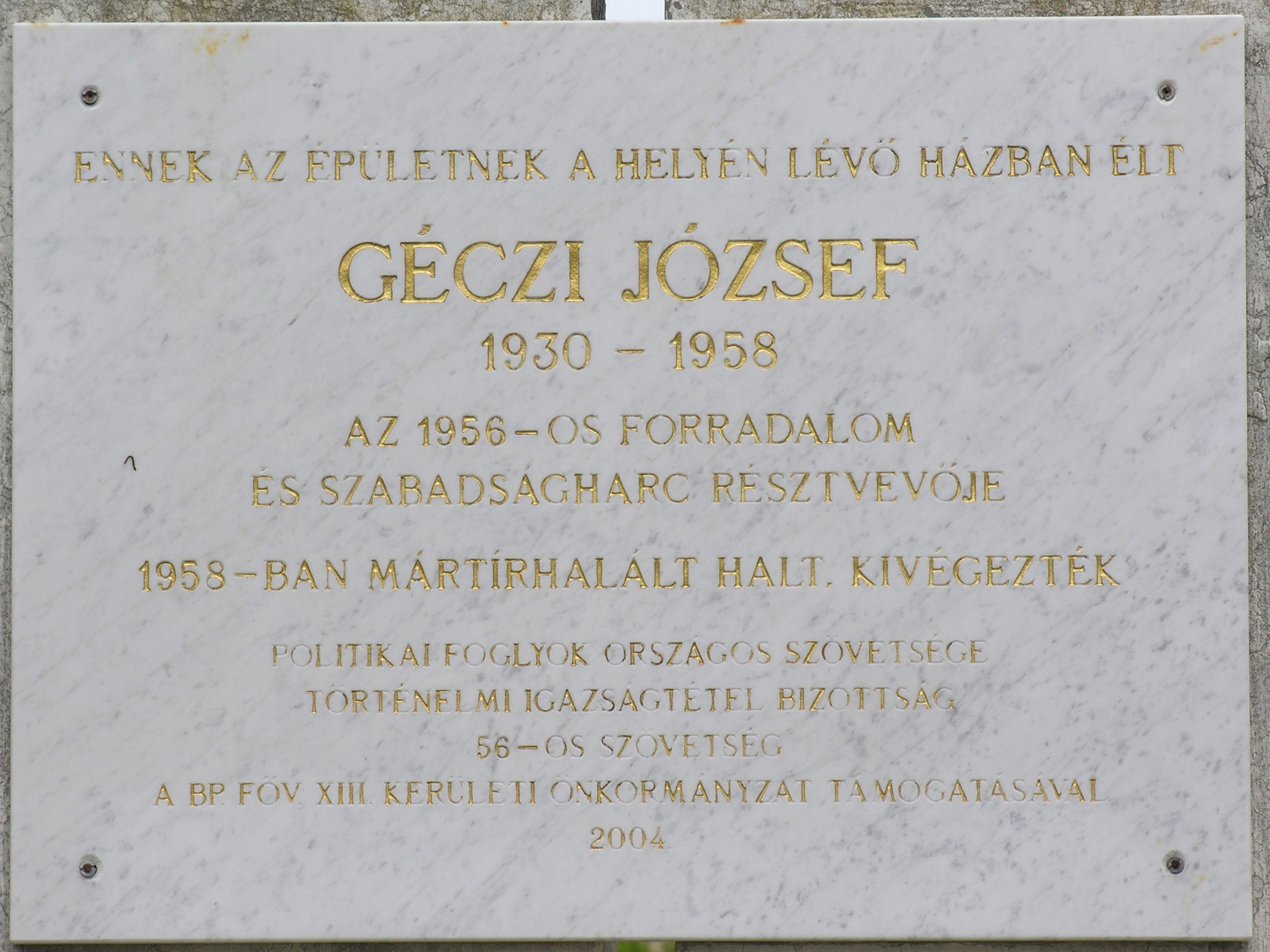
Emléktáblája

Géczi József (Budapest, 1930. március 19. – Budapest, 1958. november 11.) lakatos.

## Élete
Budapesten született munkáscsaládban. Édesapja rakodómunkásként kereste kenyerét a Nyugati pályaudvaron, édesanyja óvónőként dolgozott, de takarítást is vállalt. Géczi Józsefet 12 éves korától a nagyszülei nevelték, igen rossz körülmények között. Rákoskeresztúron elvégezte a három polgári osztályt, majd ipari tanulónak ment, de a háború miatt kimaradt. Egy ideig alkalmi munkákból élt, végül kitanulta a kárpitosszakmát. 1950 szeptemberében megpróbált Ausztriába szökni, de elfogták és elítélték, büntetéséből 1952-ben szabadult. Az Angyalföldi Vasszerelvény Gyárban helyezkedett el segédmunkásként. Itt átképezte magát lakatosnak, egymás után kapta a sztahanovista- és más okleveleket, kitüntetéseket. 1953-tól a szakszervezet, 1954-től az üzemi bizottság tagja volt. Hamarosan kiemelték: minőségi ellenőr beosztást kapott. Munkatársai körében megőrizte népszerűségét. A forradalom első napjaiban igazgatója felhívására vállalta a gyár védelmét, belépett a gyári őrségbe, a munka felvétele mellett agitált. Amikor ezért egyik társa kérdőre vonta, rádöbbent, hogy hibát követett el, s hogy ezt jóvátegye, csatlakozott a Corvin közi fegyveresekhez. Kezdetben a halottak összegyűjtését, eltemetését intézte, majd különleges megbízatásokat teljesített. Találkozott Maléter Pállal, akitől levelet vitt a Gábor Áron Tüzértiszti Iskolába, amely ekkor még nem állt a felkelés mellé. Géczi beszédet intézett az iskola hallgatóihoz, akik ezt követően lefegyverezték parancsnokaikat, és forradalmi katonai bizottságot választottak. A Honvédelmi Minisztérium fegyverraktárából újabb nagy mennyiségű fegyvert és lőszert szerzett. A Corvin közi csoportnál ő ellenőrizte az őrséget és a fogdát, részt vett ÁVH-sok előállításában, letartóztatásában. November 4-én futár útján több fegyveres egységet riasztott, maga a Parlamentbe ment, hogy Nagy Imrét is értesítse, de az épületbe már nem jutott be. Az újpesti fegyveresekhez csatlakozva vett részt a szovjetek elleni harcban. A fegyveres ellenállás bukása után munkahelyén a munkástanács elnökévé választották. 1957. június 24-én tartóztatták le. Első fokon 1957. december 30-án szervezkedés kezdeményezésének vádjával életfogytiglani börtönbüntetésre ítélték. Ezt a Legfelsőbb Bíróság Népbírósági Tanácsa 1958. november 7-én halálos ítéletre súlyosbította. November 11-én kivégezték.